# Kaspar Wilhelmseder
Kaspar Wilhelmseder (* 15. Dezember 1682 in Tittmoning, Bayern; † 7. November 1755 in Salzburg) war Bürgermeister der Stadt Salzburg zur Mitte des 18. Jahrhunderts.
Wilhelmseder stammte aus einer Wirtsfamilie in Tittmoning und wurde am 7. Dezember 1709 in die Salzburger Bürgerschaft aufgenommen. In Salzburg wurde er 1723 Armensäckelverwalter, 1732 Stadtkämmerer sowie 1740 landschaftlicher Mitverordneter und Generalsteuereinnehmer. Er war Besitzer des Hauses Judengasse 7 und Inhaber der Christoph Bergmannischen Spezerey-Waaren-Handlung.
Als Nachfolger von Michael Wenger bekleidete er von Mai 1741 bis 1755 für 14 Jahre das Amt des Salzburger Bürgermeisters.
Nach seinem Ableben wurde er in der Salzburger St. Blasius-Kirche am Dreifaltigkeitsaltar beigesetzt.